# Campo de Fútbol de Vallecas
Das Campo de Fútbol de Vallecas ist ein Fußballstadion in der spanischen Hauptstadt Madrid. Es ist die Heimspielstätte des Fußballclubs Rayo Vallecano. Die Anlage liegt im Süden der Stadt im Viertel Vallecas und hat ein Fassungsvermögen von 14.708 Zuschauern.

## Geschichte
Das Campo de Fútbol de Vallecas wurde am 10. Mai 1976, auf den Gründen des alten Estadio de Vallecas, als Nuevo Estadio de Vallecas mit einem Spiel zwischen der Heimmannschaft und Real Valladolid feierlich eröffnet. Zu diesem Zeitpunkt hatte es ein Fassungsvermögen von rund 20.000 Zuschauern. Im Jahre 1996 wurde es renoviert und in ein reines Sitzplatzstadion umgebaut, die Kapazität reduzierte sich damit auf 15.500 Plätze. Im Jahr 1999 erfolgte die Umbenennung nach der seit 1994 amtierenden Präsidentin von Rayo Vallecano und Ehefrau des spanischen Unternehmers José María Ruiz Mateos, Teresa Rivero Sánchez-Romate. Im Jahr 2011 wurden die Zäune entfernt, welche die Ränge vom Spielfeld trennten. Da auch die unterste Sitzreihe weichen musste, verringerte sich die Kapazität des Stadions auf 14.708 Plätze. Der Name der Spielstätte wurde nach einem Referendum unter den Mitgliedern des Heimklubs zudem auf Campo de Fútbol de Vallecas geändert, nachdem die Familie Ruiz Mateos ihre Anteile am Verein verkauft hatte.
Ab September 2018 war die Spielstätte durch die Autonomen Gemeinschaft Madrid wegen Baufälligkeit für Zuschauer geschlossen worden. Vom 1. September des Jahres bis zum Abschluss der Arbeiten durften keine Veranstaltungen mit Publikum stattfinden. Ein Auslöser dafür dürfte der Sturz eines Kindes über übriggebliebene Trümmer im Stehplatzbereich am ersten Spieltag der Saison 2018/19 gegen den FC Sevilla gewesen sein. Das Kind blieb unverletzt. So standen dringend notwendige Renovierungsarbeiten an. Die Sanierung dauerte bis Mitte Oktober an und kostete schätzungsweise 1,2 Mio. Euro.
Das Campo de Fútbol de Vallecas wurde außerdem mehrfach für Konzerte (u. a. 1980 Bob Dylan, 1986 Queen) genutzt.

## Lage und öffentliche Verkehrsmittel
Das Stadion liegt im Stadtviertel Puente de Vallecas auf der Straße Payaso Fofó und kann über die Linie 1 der Metro Madrid (Station Portazgo) sowie über die Buslinien 10, 54, 57, 58 und 136 erreicht werden.

## Galerie

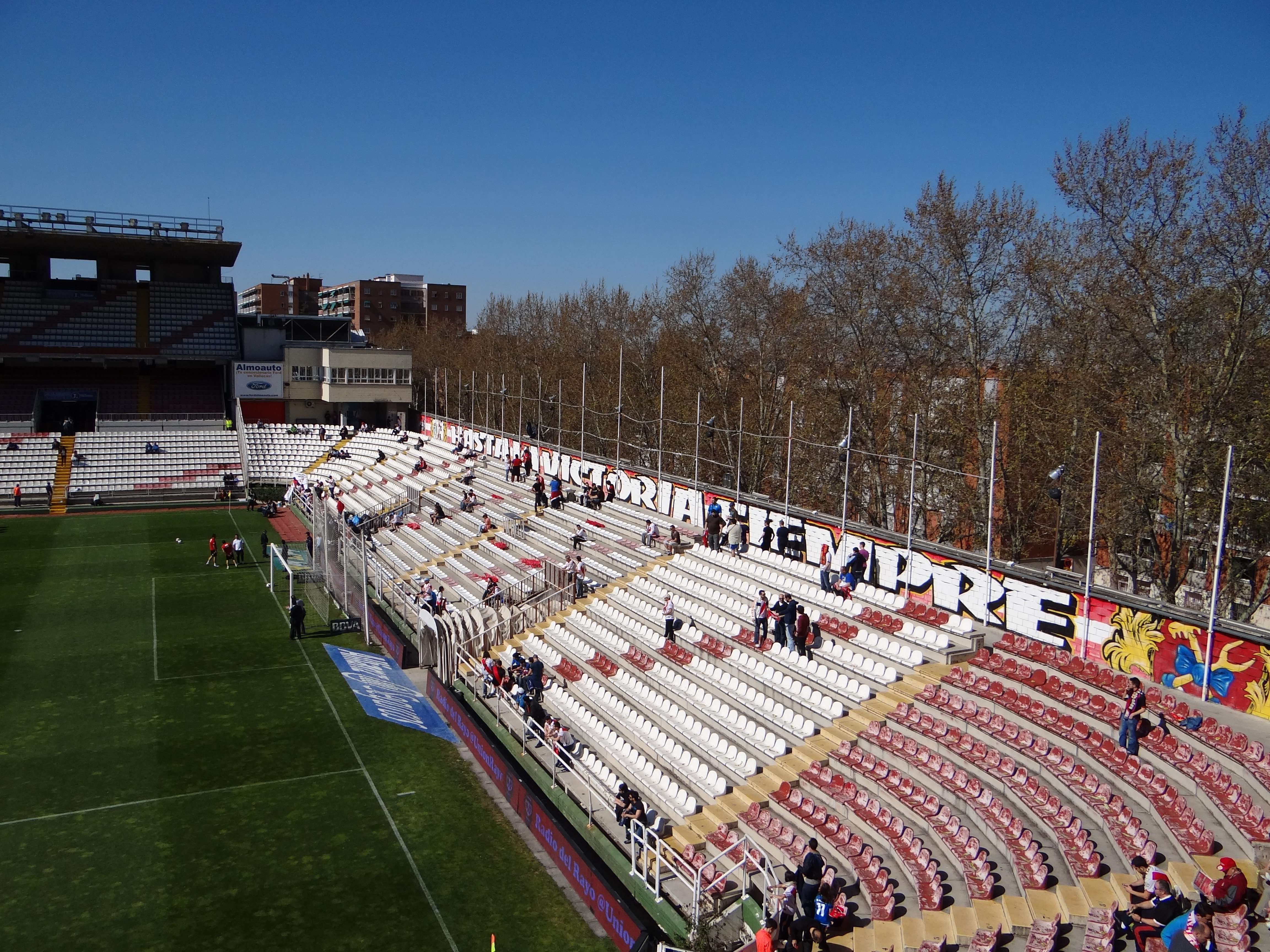
Hintertortribüne des Stadions
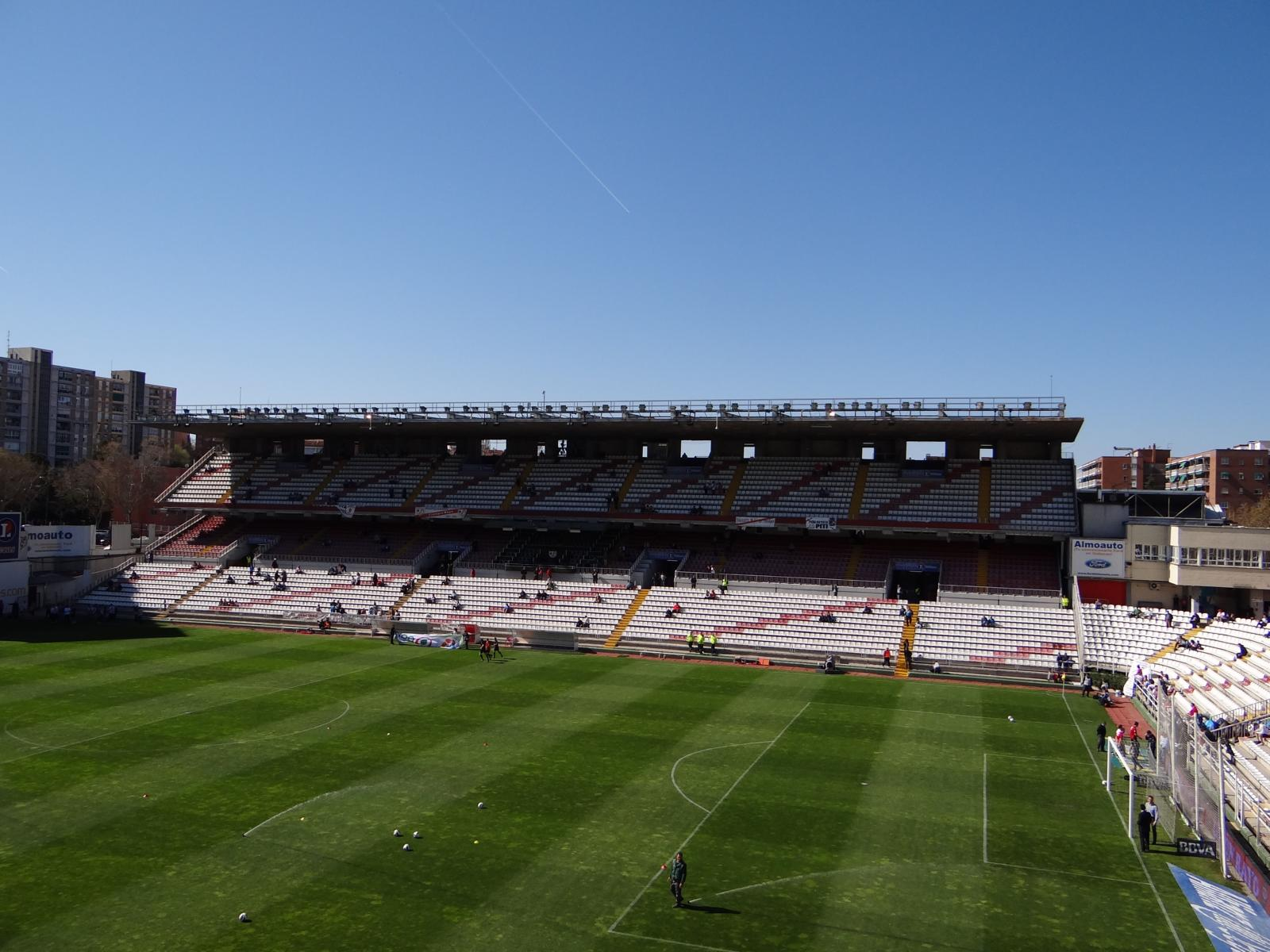
Haupttribüne
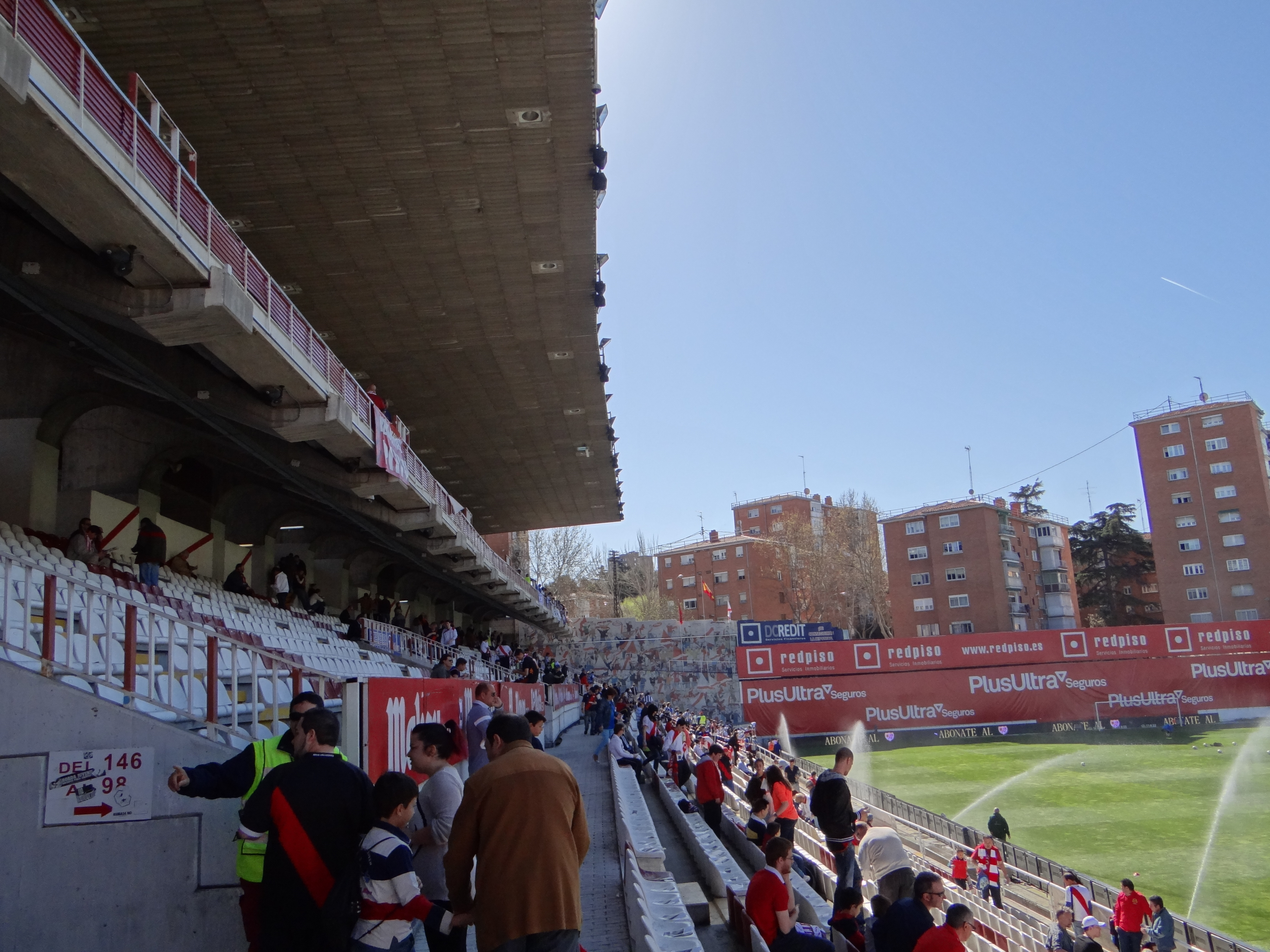
Gegentribüne
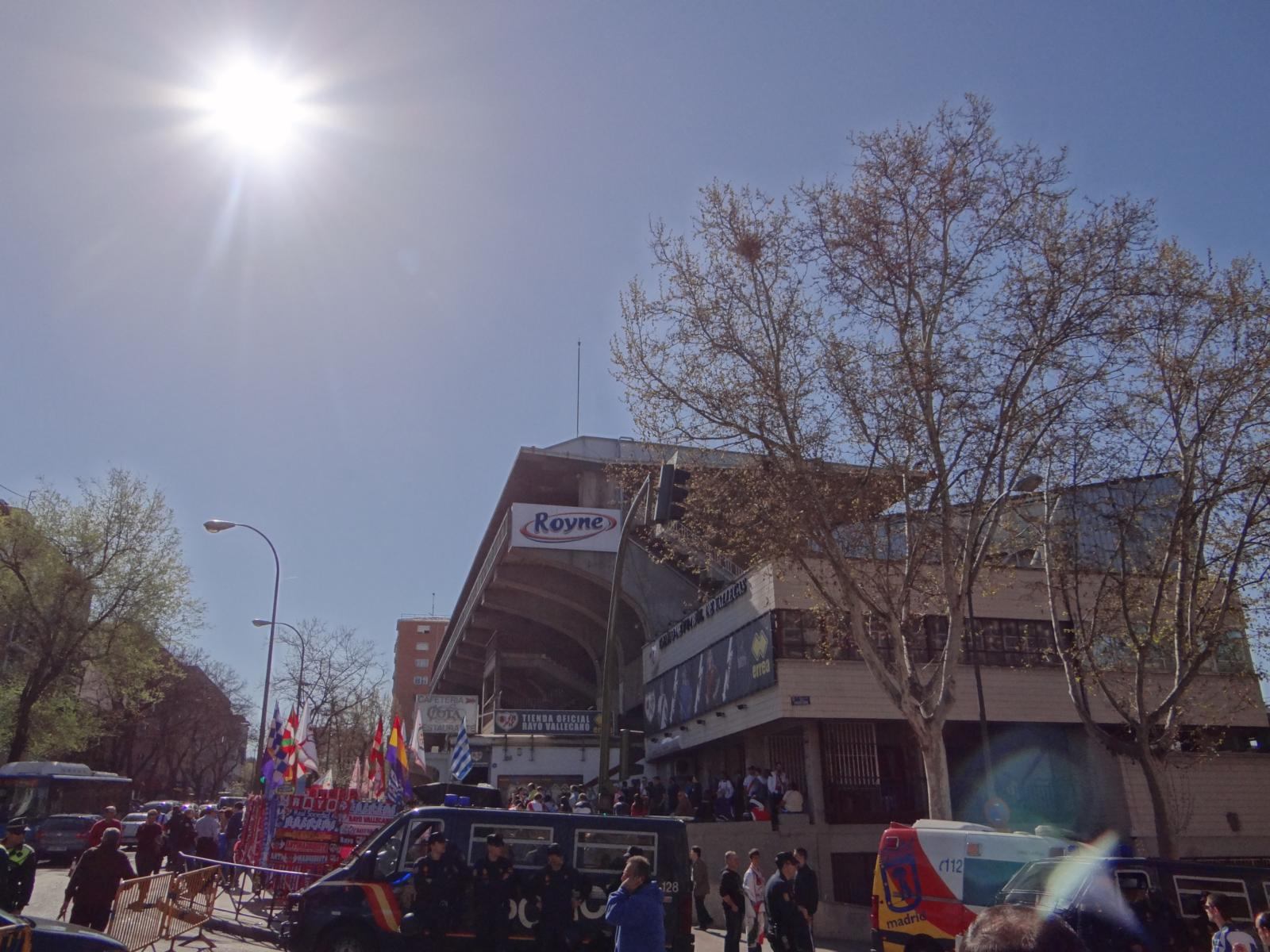
Außenansicht
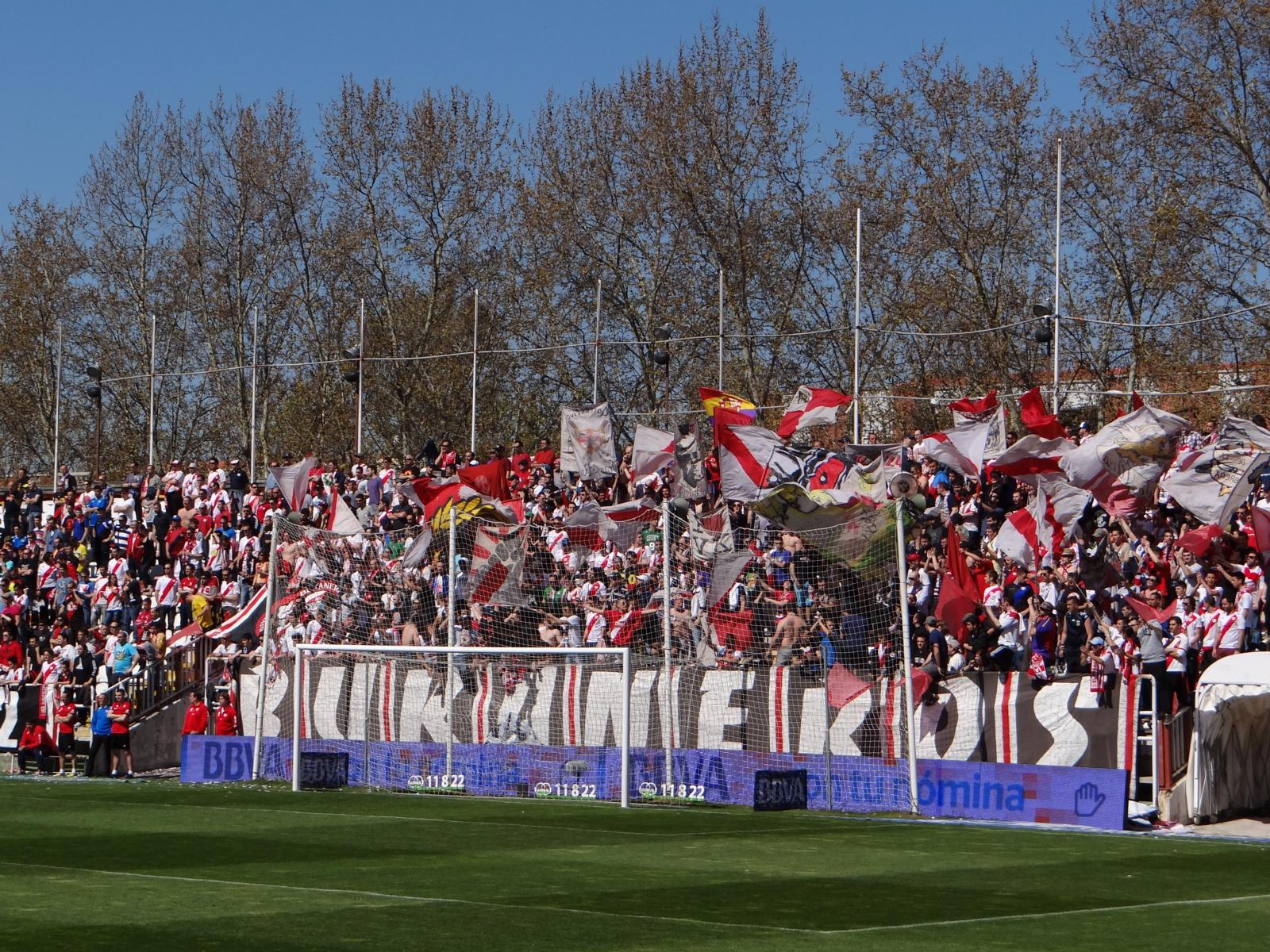
Fans beim Spiel gegen Real Sociedad San Sebastián